# Бурегское сельское поселение
Бурегское сельское поселение— упразднённое с 12 апреля 2010 года муниципальное образование в Старорусском муниципальном районе Новгородской области.
Административный центр — деревня Буреги. Поселение расположено по нижнему течению реки Псижа (и её притока Деревика), выходит к юго-западному побережью озера Ильмень. На территории поселения находится памятник природы «Ильменский глинт».
Границы и статус муниципального образования — сельское поселение установлены областным законом № 559-ОЗ от 11 ноября 2005 года.

## История
В средневековье на нынешней территории сельского поселения находился Бурежский погост Шелонской пятины Новгородской земли к которому относились два десятка населённых пунктов. Позже, в Новгородской губернии территория относилась к Коростынской волости Старорусского уезда. В 1929 году был образован Бурегский сельсовет Старорусского района Новгородский округа Ленинградской области. В начале Великой Отечественной войны, юго-западное побережье озера Ильмень было оккупировано немецкими войсками, ими была создана мощная система укреплений. В феврале 1943 г. воины 19-й отдельной бригады (Якутские стрелки) форсировали озеро и провели неудачную попытку атаки этих укреплённых позиций у деревни Ретлё. В память о погибших был поставлен обелиск. Указом Президиума ВС СССР от 5 июля 1944 года была образована Новгородская область, тогда был образован Бурегский сельский Совет депутатов трудящихся Старорусского района Новгородской области и исполнительный комитет. В 1951 году произошло объединение близлежащих колхозов в один — «Новый путь». В 1974 году к Бурегскому сельскому Совету народных депутатов был присоединён Псижский сельский Совет народных депутатов. С 1993 года сельсовет упразднён, взамен создана Бурегская сельская администрация.

## Населённые пункты
На территории сельского поселения расположено 13 населённых пунктов (деревень): Бахмутово, Буреги, Валтошино, Горка, Деревик, Ионово, Липецко, Отока, Подоложь, Псижа, Пустошь, Ретлё и Солобско.

## Демография
| Год  | Численность постоянного населения | мужчин | женщин | детей до 7 лет | детей от 7 до 18 лет |
| ---- | --------------------------------- | ------ | ------ | -------------- | -------------------- |
| 2003 | 708                               | 303    | 405    | 25             | 101                  |
| 2004 | 678                               | 297    | 381    | 32             | 106                  |
| 2005 | 680                               | 290    | 390    | 32             | 98                   |

## Транспорт
По территории муниципального образования проходит автодорога Р51 (Шимск — Старая Русса).